# La Bataille de Tobrouk
Pour plus de détails, voir Fiche technique et Distribution.
La Bataille de Tobrouk (Tobruk) est un film tchèque réalisé par Václav Marhoul, sorti en 2008.

## Contexte
Ce film est original en ce qu'il dépeint des acteurs souvent méconnus de la Seconde Guerre mondiale en Afrique du Nord, les forces libres polonaises et tchécoslovaques.

## Synopsis
1941. Jiri et Jan ont quitté leur foyer pour rejoindre les forces libres tchécoslovaques et combattre l'armée nazie. Ils intègrent le 11e bataillon d'infanterie tchécoslovaque qui stationne en Afrique du Nord, en plein désert. Dans ce climat aride, l'entraînement militaire est éprouvant et l'attente de monter au combat nourrit les conversations. Bientôt, le bataillon est mobilisé au sein de la Brigade polonaise des Carpates pour participer à la défense de Tobrouk assiégée par les Italiens et les Allemands.

## Fiche technique
- Titre : La Bataille de Tobrouk
- Titre original : Tobruk
- Réalisation : Václav Marhoul
- Scénario : Václav Marhoul, d'après le roman La Marque rouge des braves de Stephen Crane
- Production : Václav Marhoul
- Musique : Sussan Deyhim et Richard Horowitz
- Photographie : Vladimír Smutný
- Montage : Ludek Hudec
- Décors : Jan Vlasák
- Costumes : Jaroslava Procházková
- Pays d'origine : République tchèque
- Format : Couleurs - 2,35:1 - Dolby Digital - 35 mm
- Genre : Historique et guerre
- Durée : 100 minutes
- Date de sortie : 4 septembre 2008

## Distribution
- Jan Meduna : Soldat Jiri Pospíchal
- Petr Vanek : Soldat Jan Lieberman
- Robert Nebrenský : Caporal Kohák
- Michal Novotný : Soldat Ruzicka
- Martin Nahálka : Sergent Borný
- Matús Krátky : Soldat Janický
- Krystof Rímský : Soldat Kutina
- Petr Lnenicka : Soldat Sajda
- Andrej Polák : Soldat Dunda
- Petr Stach : Soldat Dubálek
- Radim Fiala : Lieutenant Halík
- Matej Hádek : Tête rouge
- Karel Klinovsky : Commandant du bataillon
- Petr Halberstadt : Docteur du bataillon
- Petr Vrsek : Aumônier du bataillon